# Xiao Guodong
Xiao Guodong (肖國棟S, XiàoguódòngP; Chongqing, 10 febbraio 1989) è un giocatore di snooker cinese.

## Carriera
Xiao Guodong è diventato professionista nel 2007.
Ha raggiunto la sua prima finale ufficiale nel 2013 nel derby con Ding Junhui allo Shanghai Masters perso 10-6.
Dopo di questa, Guodong ne raggiunge due allo Shoot-Out.

## Ranking[5]
| Stagione  | Ranking iniziale | Ranking finale |
| --------- | ---------------- | -------------- |
| 2007-2008 | Non classificato | 81             |
| 2009-2010 | Non classificato | 75             |
| 2010-2011 | 73               | 64             |
| 2011-2012 | 64               | 41             |
| 2012-2013 | 41               | 37             |
| 2013-2014 | 37               | 24             |
| 2014-2015 | 23               | 21             |
| 2015-2016 | 21               | 51             |
| 2016-2017 | 51               | 39             |
| 2017-2018 | 39               | 25             |
| 2018-2019 | 25               | 25             |
| 2019-2020 | 25               | 31             |
| 2020-2021 | 31               |                |

## Finali perse

### Titoli Non-Ranking: 1
| Titoli Ranking   | Titoli Ranking | Titoli Ranking | Titoli Ranking |
| ---------------- | -------------- | -------------- | -------------- |
| Competizione     | Anno           | Avversario     | Note           |
| Shanghai Masters | 2013           | Ding Junhui    | [ 2 ]          |
| Shoot-Out        | 2017           | Anthony McGill | [ 4 ]          |

| Titoli Non-Ranking | Titoli Non-Ranking | Titoli Non-Ranking | Titoli Non-Ranking |
| ------------------ | ------------------ | ------------------ | ------------------ |
| Competizione       | Anno               | Avversario         | Note               |
| Shoot-Out          | 2015               | Michael White      | [ 3 ]              |